# The Corre (nhóm đô vật chuyên nghiệp)
The Corre là một nhóm đô vật chuyên nghiệp thi đấu cho công ty World Wrestling Entertainment (WWE), đấu vật cho SmackDown. Nhóm được thành lập sau khi Wade Barrett bị đuổi từ lãnh đạo mới của The Nexus đó là CM Punk. Một tuần sau, Wade Barrett cùng các đồng nghiệp Justin Gabriel, Heath Slater, và sự trở lại của Ezekiel Jackson họ cùng nhau ra mắt tại thương hiệu SmackDown. Wade Barrett hiện đang giữ WWE Intercontinental Championship, Heath Slater & Justin Gabriel từng giữ 2 lần WWE Tag Team Championship cho nhóm. Nhóm không đeo băng tay giống như The Nexus, nhóm chỉ còn 3 thành viên kể từ khi trục xuất Ezekiel Jackson vào ngày 7 tháng 5 năm 2011. Ngày 17 tháng 6, Slater và Gabriel tuyên bố The Corre kết thúc và ra đánh riêng. Ngày 15 tháng 7, The Corre chính thức tan rã.

## Lịch sử

### Hình thành
Sau khi Wade Barrett bị đuổi khỏi The Nexus. Trong một tập SmackDown vào ngày 7 tháng 1, Barrett xuất hiện và tấn công Big Show. Tuần sau, anh đã giải thích đó chỉ là một màn khởi đầu của mình trong SmackDown, tối hôm đó Barrett có trận thách thức với Big Show nhưng đồng thời đã có sự can thiệp của Heath Slater, Justin Gabriel và Ezekiel Jackson, họ đã cùng Barrett tấn công Big Show. Ngày 21 tháng 1 của SmackDown, Barrett cùng đồng đội của anh lên ringside và ra mắt The Corre, vào tối hôm đấy GM SmackDown Theodore Long đã bị tấn công và phải đưa di nhập viện, nhiều người tin rằng ông bị The Corre tấn công nhưng nhóm đã phủ nhận mọi chuyện.
Vào ngày 24 tháng 1 của Raw, The Corre ra mắt tại Raw và có cuộc tranh chấp với The Nexus, GM của Raw đã dành cuộc chiến giữa hai đội trưởng Barrett và CM Punk trọng tài là kẻ thù của họ John Cena và đội trưởng bên nhóm nào thua, nhóm đó sẽ không tham dự trận Royal Rumble 2011. Cena đã tấn công cả hai lúc trận đấu diễn ra, và có những quyết định hết sức kì quặc, mục đích là để cả hai nhóm không ai tham dự trận Royal Rumble, cuối cùng anh cho trận đấu kết thúc với no winner, nhưng GM của Raw đã quyết định cả hai bên sẽ tham dự trận Royal Rumble kì này.

### Thắng Championship
Tại Royal Rumble, trước khi Royal Rumble Match bắt đầu The Corre tấn công CM Punk nhưng có sự can thiệp của Nexus, và Raw GM thông báo rằng nếu hai nhóm không rời ringside (trừ CM Punk người mang số 1) thì sẽ không được tham gia vào Royal Rumble Match. Trong trận đấu, Gabriel mang số 3 và bị loại bởi Daniel Bryan, SLater mang số 25 và bị Cena loại, Barrett mang số 30 và anh loại Diesel một đô vật đã rời WWE 15 năm, sau đó Jackson mang số 35 và bị loại bởi Kane còn Barrett bị loại bởi Orton. Sau trận Royal Rumble Match 2011, trong tập ngày 4 tháng 1 của SmackDown, Barrett đã đánh bại Big Show nhờ sự giúp đỡ của The Corre, và anh có 1 xuất cho SmackDown Elimination Chamber Match. Trên phiên bản ngày 18 tháng 2 của SmackDown, Slater và Gabriel thua Santino Marella và Vladimir Kozlov qua disqualification từ Barrett và Jackson. Tại Elimination Chamber 2011, Slater và Gabriel giành được đai WWE Tag Team Championship. Tối hôm đó, Big Show đã được tham gia Elimination Chamber Match thay vị trí cho Dolph Ziggler, và anh đã loại Barrett khỏi trận đấu. Đêm tiếp theo của Raw, Slater và Gabriel đã bị mất đai từ John Cena và The Miz, nhưng sau đó họ giành lại danh hiệu sau khi được rematch.

### Suy thoái
SmackDown ngày 4 tháng 3, nhóm đã gặp Kane trong một đoạn hậu trường, The Corre sẽ giúp đỡ Kane trong trận đấu để chống lại Big Show. Kane phải đối mặt với Big Show nhưng bị loại sau khi Corre giao cho Kane một chiếc ghế và ông sử dụng nó để đập Big Show. Phút sau khi Big Show bị Corre tấn công, Gabriel vô tình ngã vào Kane và Kane lấy chiếc ghế đánh vào lưng của Gabriel và các thành viên còn lại của nhóm. Trên phiên bản ngày 11 tháng 3 của SmackDown, Kane giành chiến thắng qua disqualification của The Corre nhưng sau đó Big Show cũng can thiệp vào. Thêm một trận đấu cho hai bên, Big Show và Kane cũng chiến thắng qua disqualification của The Corre nhưng sau đó, Big Show đem ghế lên ring và hù doạ nhóm bỏ chạy, và anh cầm chiếc ghế đánh vào lưng kane trả đũa Kane cho tuần trước.
Tuần sau đó, Big Show và Kane tái hợp và trong một trận đấu WWE Tag Team Championship chống lại Slater và Gabriel, chiến thắng qua disqualification vì Gabriel kéo trọng tài ra khỏi ring, trong khi Big Show đang pin Slater gây ra một chiến thắng disqualification, và điều này khiến Big Show và Kane giành chiến thắng mà không có submission hoặc pinfall. Vào ngày 25 tháng 3 của SmackDown, Barrett đã đánh bại Kofi Kingston và giành chiến thắng WWE Intercontinental Championship, Barrett chính thức lấy được danh hiệu đầu tiên của mình tại WWE. Trong chương trình WrestleMania Axxess Tour, Corre đã tấn công Vladimir Kozlov khiến anh bị chấn thương vai trái và không thể tham gia trận đấu tại WrestleMania. Tại WrestleMania XXVII, The Corre bị đánh bại trong trận 8-man tag team match bởi Big Show, Kane, Santino Marella và Kofi Kingston người thay thế cho Kozlov trong trận đấu này.

### Bất hoà
Ngày 4 tháng 4 của Raw, The Corre bao vây John Cena và The Rock nhưng bị họ tấn công ngược trở lại. Trong tập ngày 11 tháng 4 của Raw, Jackson, Slater và Gabriel đã chỉ trích Wade Barrett vì đã dẫn họ tấn công Cena và Rock vào tuần trước mà không có mối thù nào với hai người này. Sau đó, Santino xuất hiện và cùng Daniel Bryan, Evan Bourne và Mark Henry lập ra nhóm The Apple (Allied-People-Powered (by)-Loathing-Everything) và thách đấu với The Corre nhưng thất bại.
Vào ngày 15 tháng 4 của SmackDown, trận 20-Man Battle Royal Match để xác định người sẽ phải đối mặt với Alberto Del Rio thay cho Edge để tranh World Heavyweight Championship tại Extreme Rules 2011, Slater bị loại bởi Big Show, Barrett cùng Gabriel loại Kane, và Big Show loại và bị loại cùng một lúc với Jackson, Gabriel đã loại Barrett nhưng anh cũng bị loại khỏi trận đấu. SmackDown ngày 22 tháng 4, bộ đôi Gabriel và Slater mất đai WWE Tag Team Champions cho đội của Big Show và Kane trong khi Barrett vẫn giữ đai.
Tại Extreme Rules, Wade Barrett và Ezekeil Jackson không thành công thách thức Big Show và Kane trong một trận đấu LumberJack Match cho WWE Tag Team Championships. Trên phiên bản ngày 6 tháng 5 của SmackDown, Jackson đối mặt với Big Show, và chiến thắng nhưng anh đã từ chối ăn mừng cùng nhóm. Tối hôm đó, Barrett, Gabriel, và Slater dạy cho Jackson một bài học bằng cách tấn công anh, và đuổi anh ra khỏi The Corre..

### Thù với Ezekiel Jackson
Ngày 13 tháng 5 của SmackDown, Barrett thách thức Jackson cho trận đấu dành WWE Intercontinental Championship tại Over the Limit pay-per-view, và sau đó Jackson đã can thiệp vào trận đấu của Barrett nhưng Jackson đã bị nhóm tấn công ngược trở lại. Tuần sau, The Corre đã bị đánh bại bởi ba người khủng lồ Ezekiel Jackson, Big Show và Kane. Tại Over the Limit 2011, Barrett giữ lại đai qua disqualification nhờ Gabriel và Slater. Vào ngày 27 tháng 5 của SmackDown, Jackson thắng Slater qua disqulification từ Barrett và Gabriel, và Jackson tấn công cả ba thành viên của The Corre. Tại WWE Superstars ngày 2 tháng 6, bộ đôi Slater và Gabriel đánh bại anh em nhà USO Brothers (Jey Uso và Jimmy Uso), và đây lần đầu tiên bộ đôi Slater và Gabriel xuất hiện tại WWE Superstars.
Trên phiên bản ngày 3 tháng 6 của SmackDown, Barrett đối mặt với Jackson tranh WWE Intercontinental Championship, trận đấu kết thúc khi Barrett rời ringside để cho Jackson thắng qua count-out sau khi kết thúc trận đấu, The Corre một lần nữa tấn công Jackson nhưng lần này Barrett đã bỏ đi và Gabriel và Slater bị Jackson đánh trả.. Ngày 10 tháng 6 của SmackDown, trong 6-Man Tag Team Match chống lại Ezekiel Jackson và USO Brothers, một lần nữa Barrett lại bỏ đi, làm cho nhóm thua trận. Trong một đoạn hậu trường, Slater và Gabriel thất vọng về Barrett và tuyên bố The Corre kết thúc.

### Hoạt động sau khi The Corre kết thúc
Sau khi Slater và Gabriel bỏ Barrett, và ra đánh riêng. Trong một sự kiện All Stars Night của Raw ngày 13 tháng 6, Barrett, Cody Rhodes và Ted DiBiase bị Jackson, Daniel Bryan và Sin Cara đánh bại. Vào ngày 17 tháng 6 của SmackDown, Jackson, Bryan và Cara đánh bại Barrett, Rhodes và DiBiase lần thứ 2. Tối hôm đó, bộ đôi Slater và Gabriel sử dụng nhạc nền riêng, và để thua bộ đôi The USO Brothers. Và tại WWE Capitol Punishment, Jackson đánh bại Barrett giành được danh hiệu.
Trong phiên bản ngày 24 tháng 6 của SmackDown, trận rematch tranh WWE Intercontinental Championship giữa Jackson và Barrett, và Jackson đánh bại Barrett kết thúc mối thù giữa họ. Trong một đoạn hậu trường, Slater và Gabriel đã cười nhạo Barrett khi anh bị Jackson đánh bại. Tối hôm đó, Slater và Gabriel đánh bại The USO Brother. Tại WWE Superstars ngày 30 tháng 6, bộ đôi Slater và Gabriel cùng với Tyson Kidd trong trận trong 6-Man Tag Team Match chống lại USO Brothers và Trent Barreta, và thua trận.. Và có thông báo tại sự kiện Money In The Bank, Barrett, Slater, Gabriel, Kane, Sin Cara, Daniel Bryan, Cody Rhodes và Sheamus là những người được chọn cho trận đấu SmackDown Money in the Bank Match ở Chicago, Illinois. Tại SmackDown ngày 8 tháng 7, một cuộc phỏng vấn những người tham gia trận SmackDown Money in the Bank match. Nhưng sau đó, Sheamus xuất hiện với chiếc ghế và tấn công tất cả những người trên ring trong lúc ấy. Tối hôm đó, bộ đôi Gabriel và Slater bị The USO Brothers đánh bại. Trên phiên bản ngày 15 tháng 7 của SmackDown, Slater thua Gabriel.. Và tại Money in the Bank, không ai trong số họ lấy được chiếc cặp.

## Thành viên
| Thành viên      | Ngày                                |
| --------------- | ----------------------------------- |
| Ezekiel Jackson | 14 Tháng 1, 2011 - 7 Tháng 5, 2011  |
| Heath Slater    | 14 Tháng 1, 2011 - 10 Tháng 6, 2011 |
| Justin Gabriel  | 14 Tháng 1, 2011 - 10 Tháng 6, 2011 |
| Wade Barrett    | 14 Tháng 1, 2011 - 10 Tháng 6, 2011 |

## Trong đấu vật
- Đòn cuối
  - Ezekiel Jackson
    - The Book of Ezekiel (Modifield Ura-nage Slam, in reference to The Book of Ezekiel)[49]

  - Heath Slater
    - Sweetness (Inverted DDT)[50]

  - Justin Gabriel
    - 450° splash [51]

  - Wade Barrett
    - The Wasteland (Forward fireman's carry slam)[52]
- Nhạc nền[53]
  -     - "End of Days (V1)" bởi 9 Electric (14 Tháng 1, 2011)[54]
    - "End of Days (V2)" bởi Shaman's Harvest (21 Tháng 1, 2011 - 28 Tháng 1, 2011)[55]
    - "End of Days (V3)" bởi Shaman's Harvest (4 Tháng 2, 2011 - 11 Tháng 2, 2011)[56]
    - "End of Days (V4)" bởi Emphatic (18 Tháng 2, 2011)[57]
    - "End of Days (V5)" bởi Emphatic (25 Tháng 2, 2011 - 3 Tháng 4, 2011)[58]
    - "End of Days (V6)" bởi Emphatic và Matty McCloskey (8 Tháng 4, 2011 - 10 Tháng 6, 2011)[59]
    - "End of Days (V9)" bởi Emphatic (Wade Barrett sử dụng)[60]
    - "Master of Disaster" bởi Jim Johnston (Heath Slater và Justin Gabriel sử dụng)[61]
    - "Black or White" bởi Bleeding In Stereo (Heath Slater và Justin Gabriel sử dụng)[62]

## Các đai vô địch và danh hiệu
- World Wrestling Entertainment /WWE
  - WWE Intercontinental Championship (1 lần) - Wade Barrett[63]
  - WWE Tag Team Championship (2 lần) – Heath Slater and Justin Gabriel[64][65]

## Xêm thêm
- The Nexus